# Hejian
Hejian (河间 ; pinyin : Héjiān) est une ville de la province du Hebei en Chine. C'est une ville-district placée sous la juridiction de la ville-préfecture de Cangzhou.
À la fin du XIXe siècle, l'imprimerie catholique de Ho-kien fou (nom de Hejian à cette époque) a été créée. Elle est connue pour ses éditions des Classiques traduits par les sinologues jésuites comme Séraphin Couvreur et Léon Wieger.

## Démographie
La population du district était de 750 288 habitants en 1999.